# Forces armées norvégiennes
Les forces armées norvégiennes (en norvégien : Forsvaret) sont chargées de la défense du territoire national de la Norvège. Elles sont commandées par le roi et par le chef d'État-Major des armées.

## Historique

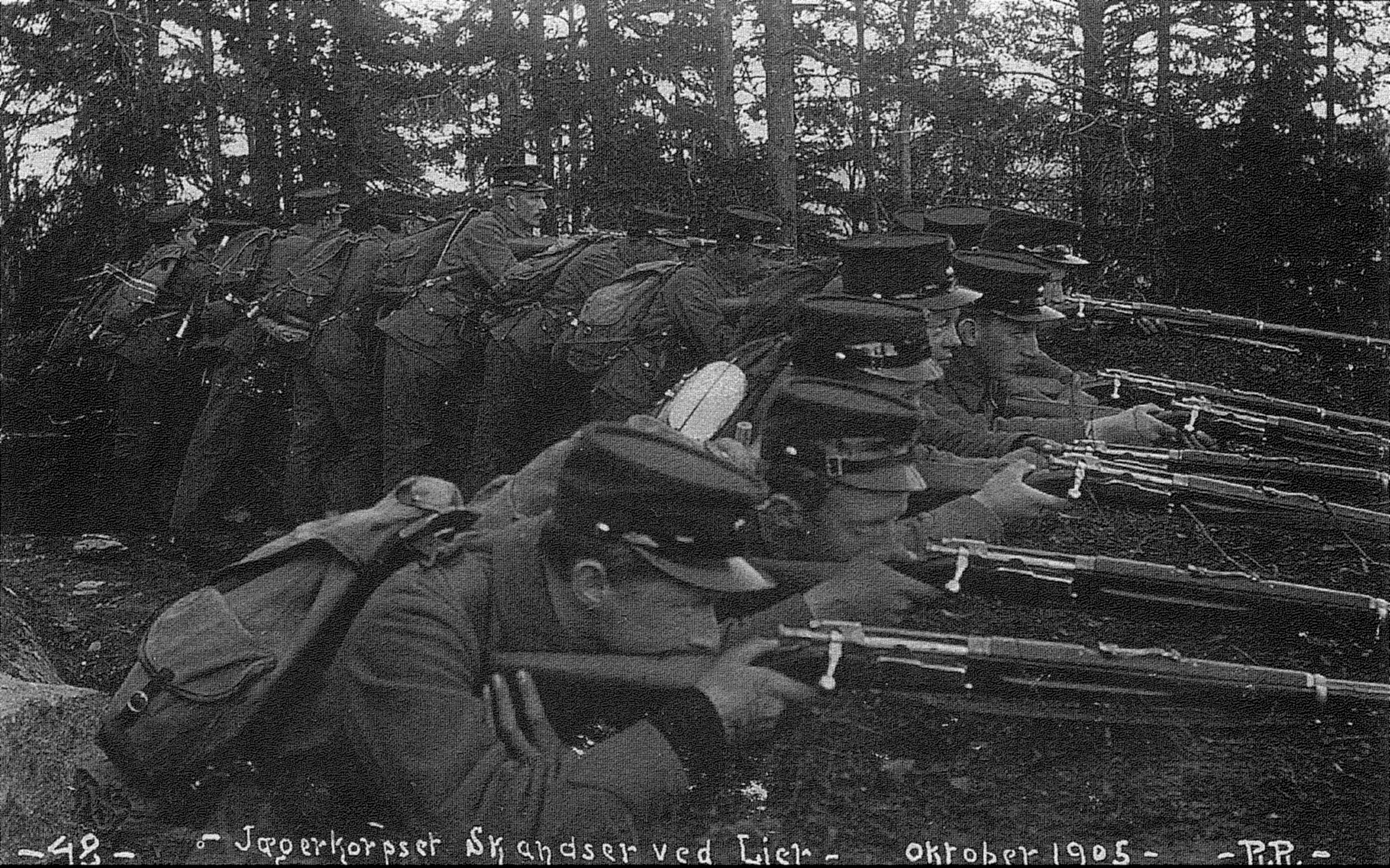
Soldats norvégiens armés du Krag-Jørgensen en 1905.

Les forces norvégiennes ont eu une modeste participation durant les guerres napoléoniennes du Danemark-Norvège aux côtés de la France. La courte invasion suédoise en 1814 conduit à la Convention de Moss officialisant l'union personnelle avec ce royaume au sein de la Suède-Norvège. La Norvège devient indépendante après la Dissolution de la Suède-Norvège en 1905.

### Les forces armées norvégiennes en 1940

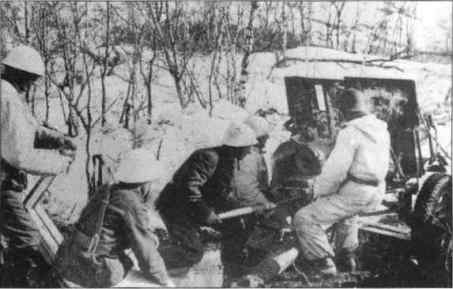
Canon de campagne Ehrhardt 7.5 cm Model 1901 de l'armée norvégienne en batterie pendant la bataille de Narvik en mai 1940 ; ce sont les derniers faits d'armes de la nation envahie.

En 1940, l'armée norvégienne comptait après mobilisation 100 000 hommes répartis en six divisions territoriales, dont l'une commandée par le général Carl Fleischer (1883-1942) à Harstad. Numérotées 1 à 6, les deux premières divisions occupent le sud du pays pour couvrir notamment la capitale, la 3e division doit défendre Trondheim et Bergen, la 4e division doit défendre Namsos, la 5e division doit défendre Narvik et la 6e division doit défendre Bodø.
Ces troupes étaient équipées d'uniformes verts datant de 1912 et modernisés en 1934 et armées de fusils Krag-Jørgensen de 1894. L'armée de terre ne disposait pas de chars : elle n'avait qu'une poignée de véhicules blindés, quelques mitrailleuses lourdes et aucun véritable encadrement professionnel.
La faible armée de l'air norvégienne se composait de 76 avions (des Gloster Gladiator pour la plupart) et comptait 940 hommes ; elle fut éliminée le 9 avril 1940.
La Marine royale norvégienne était formée de 113 navires, dont 2 cuirassés côtiers : l’Eidsvold et le Norge, le reste étant composé dans la majorité de petits patrouilleurs et avait un effectif de 5 200 personnes.
Malgré son manque de moyen, l'armée norvégienne a obtenu une belle victoire sur les Allemands lors de la bataille du détroit de Drøbak où les forces norvégiennes ont réussi à couler le croiseur lourd Blücher qui avait été mis à l'eau que 3 ans auparavant en 1937.

## Engagements internationaux

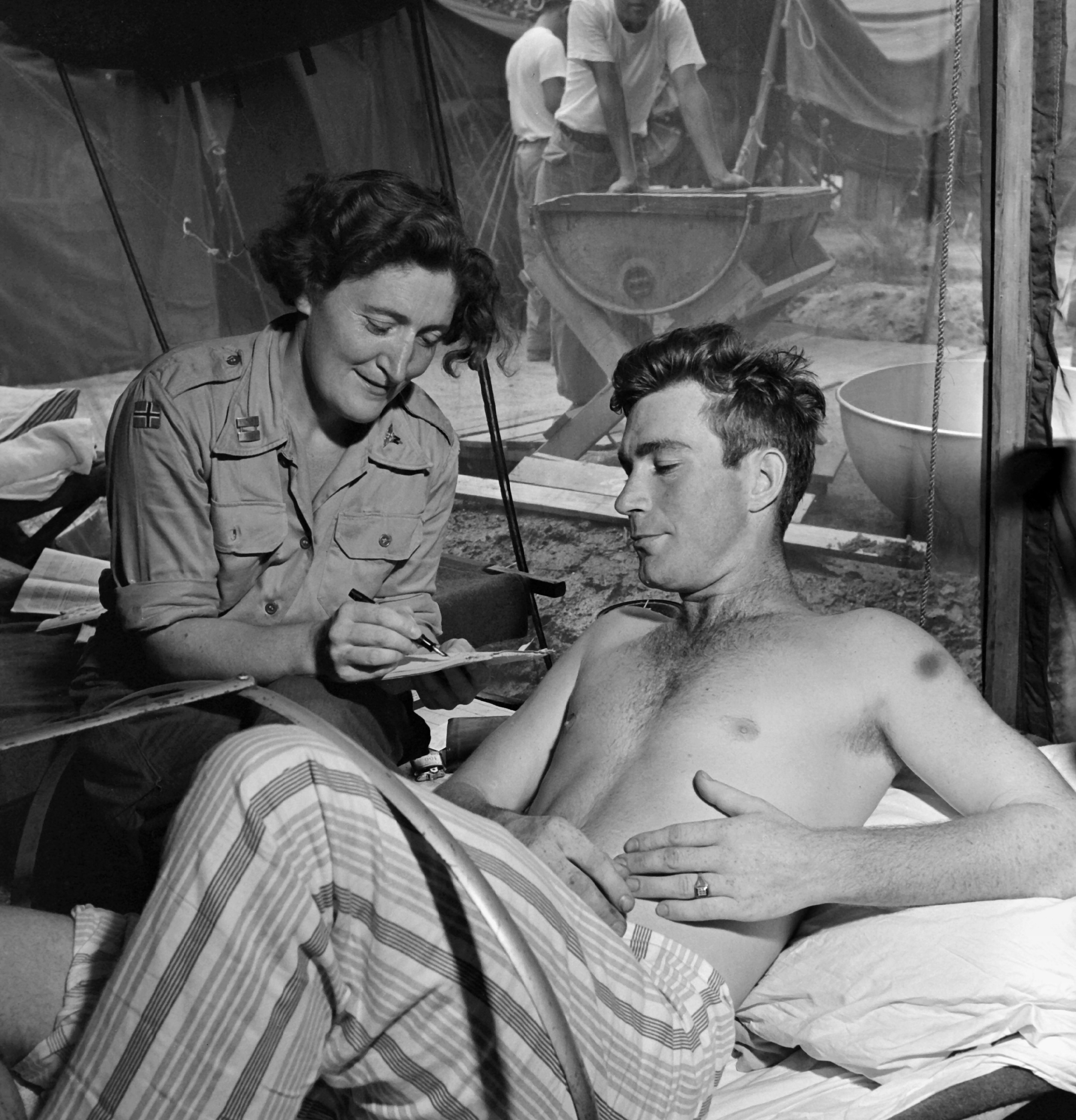
Une capitaine médecin norvégienne soignant un caporal canadien pendant la guerre de Corée en 1951.

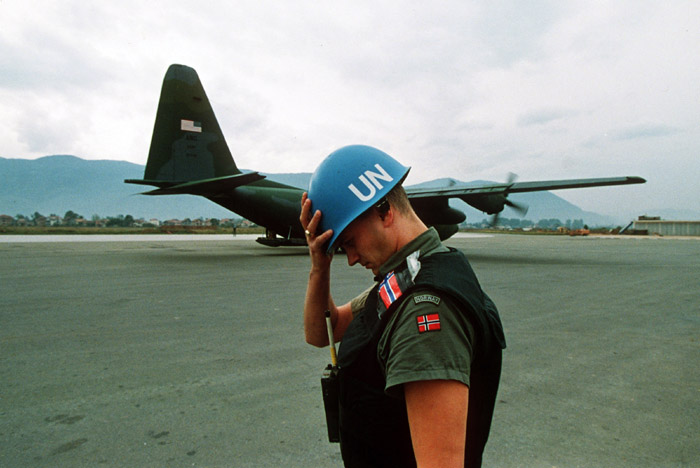
Casque bleu norvégien lors du siège de Sarajevo en 1992-1993.

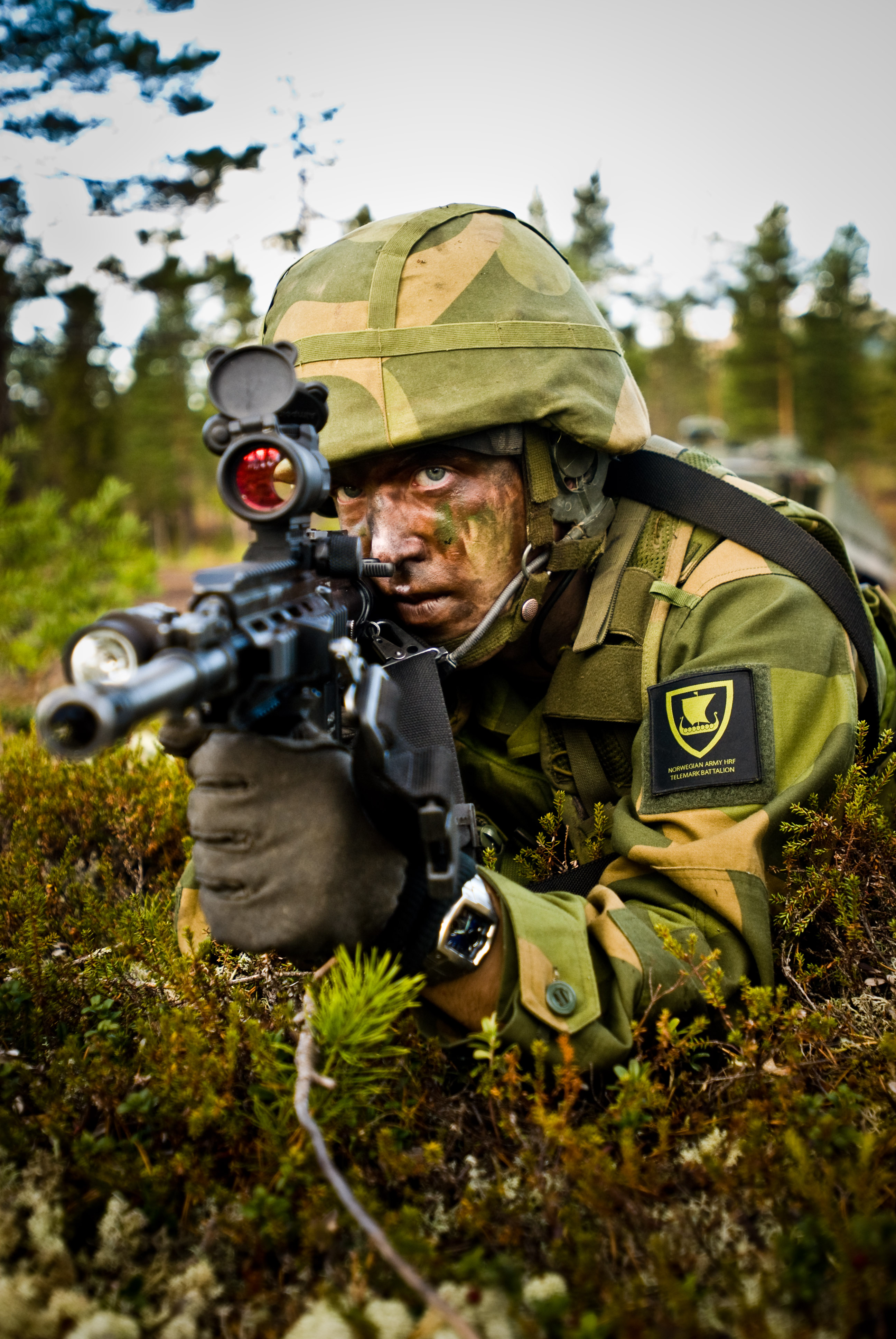
Soldat norvégien armé d'un HK416 au cours d'un exercice en 2008.

La Norvège est depuis son indépendance un pays pleinement engagé dans la coopération internationale et sa petite taille lui conduit à promouvoir un ordre international fondé sur le droit plutôt que sur sa puissance. Du fait de son peu d'ambitions en matière diplomatique (à l'exception de son environnement régional), la Norvège apparaît dès la fondation de l'ONU comme dotée d'une grande crédibilité pour les missions de maintien de la paix. Elle participe d'ailleurs à la première opération de l'ONU au Proche-Orient en 1948 au sein de l'ONUST. Tout au long de la guerre froide, l'armée norvégienne intervient dans plusieurs missions d'interposition avant d'être partie prenante aux opérations plus « musclées » des Nations unies dans les années 1990 (Somalie et Balkans notamment). Toutefois, à l'image de nombreux pays occidentaux, la Norvège privilégie actuellement ses engagements au sein d'organisations plus régionales comme l'OTAN ou l'Union européenne ainsi qu'en témoignent sa participation à la guerre d'Irak et à la guerre d'Afghanistan. En 2011 , seuls 77 soldats norvégiens sont déployés en tant que Casques Bleus alors qu'ils étaient plus de 1 500 vers 1995. 120 000 soldats norvégiens ont participé à des opérations de maintien de la paix entre 1948 et 2011.
L'armée norvégienne, en date du 21 octobre 20211, déployée dans plusieurs opérations dirigées par l'OTAN et l'ONU :
- Afghanistan : 428 militaires à Kaboul, Mazâr-e Charîf et Maimanah plus un observateur militaire au sein de la MANUA ;
- Kosovo : 5 (4 au sein de la KFOR et 1 observateur militaire au sein de la MINUK) ;
- Soudan du Sud : 8 au sein de la MINUSS (3 militaires et 5 observateurs militaires) ;
- ONUST : 12 observateurs militaires ;
- République démocratique du Congo : 1 observateur militaire au sein de la MONUSCO.
- Somalie : 3 officiers au sein de la mission Atalanta.

## Équipement de l’armée de terre
[Quand ?]

### Chars de combat
- Léopard 2A4 : 54
- Léopard 1A5NO : 111
- Léopard 1A1NO : 59
- Léopard 1ARV : 6
- Léopard 1 lanceurs de pont : 9

### Véhicules blindés légers
- NM135 M113 avec canons de 20 mm : 53
- CV90 30 : 100
- M113 : 194
- BV202 : 28
- BV206 : ?
- M577 : 12
- M88 A1 : 3
- M578 : nombre inconnu
- BV206 avec radars Ericsson Giraffe : nombre inconnu

### Véhicules et blindés à roues
Sisu XA-185 (San) Sisu XA-186 : 22
P113 HK 6 x 6 : ?
Leguan 8x8 : 26

### Véhicules lance-missiles
- NM142 M113 avec TOW : 97
- M270 Multiple Launch Rocket System : 12

### Pièces d'artillerie
- Obusier M109 A3GN 155 mm : 126
- Obusier M114 155 mm : 48
- M101 105 mm : 36
- Canon sans recul M40A1 106 mm : nombre inconnu
- Arme sans recul M18A1 de 57 mm : nombre inconnu

#### Capacitésantiaériennes
- L/60 40 mm antiaérien : 132
- FK 20-2 antiaérien de 20 mm : 216
- Rheinmetall Rh 202 (en) antiaérien de 20 mm : 278
- M-55 quadruples de 12,7 mm : nombre  inconnu

## Force aérienne royale norvégienne
En 2015, la Luftforsvaret a acquis auprès des États-Unis ses premiers F-35. En 2017, elle a réceptionné ses trois premiers appareils. Les 7 autres sont pour le moment basés sur une base aérienne d'Arizona ou un centre de formation sert d’entraînement aux futurs équipages des F-35. Au total, le pays a prévu d'acquérir une cinquantaine d'appareils.

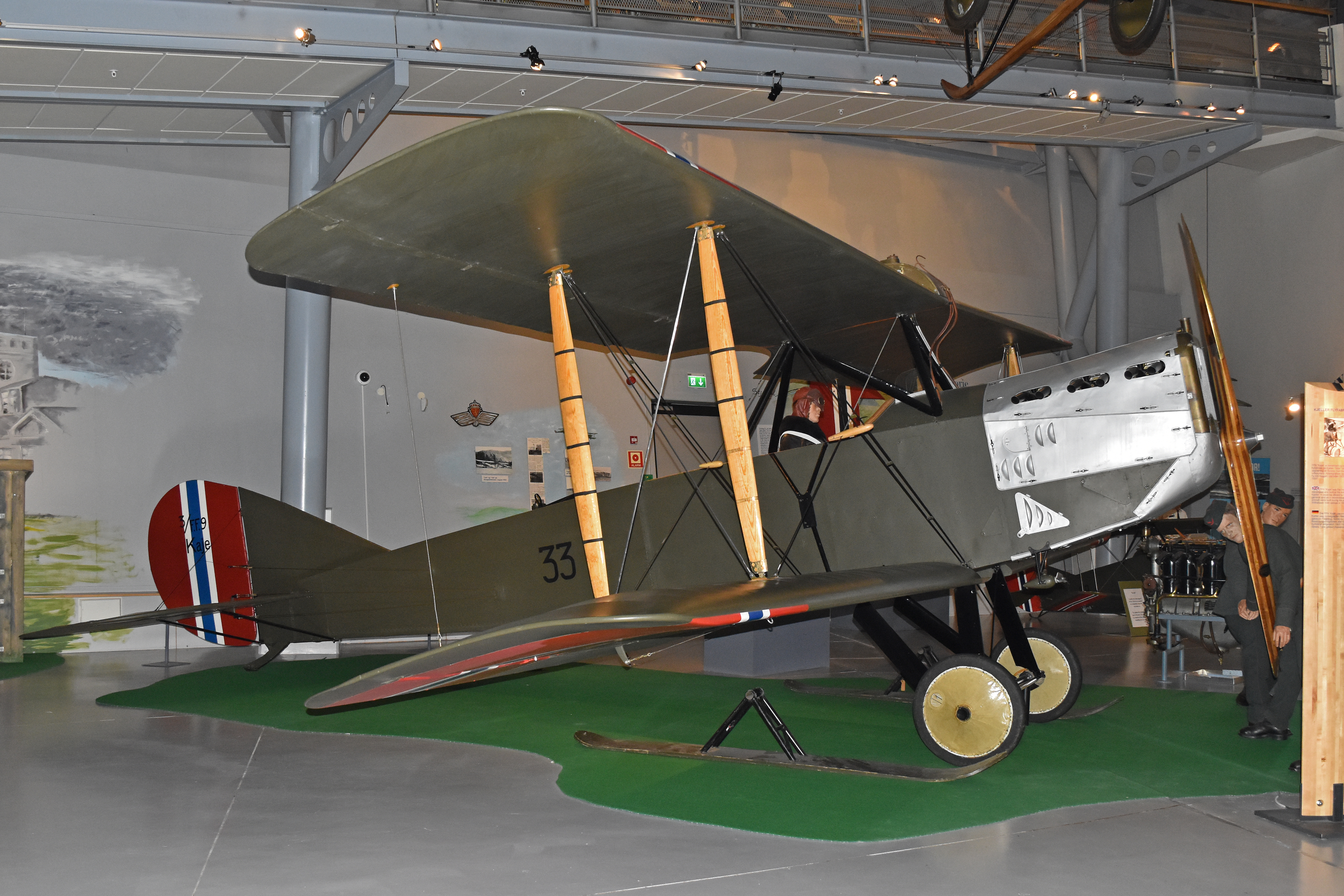
Kjeller F.F.9 Kaje I ‘33’
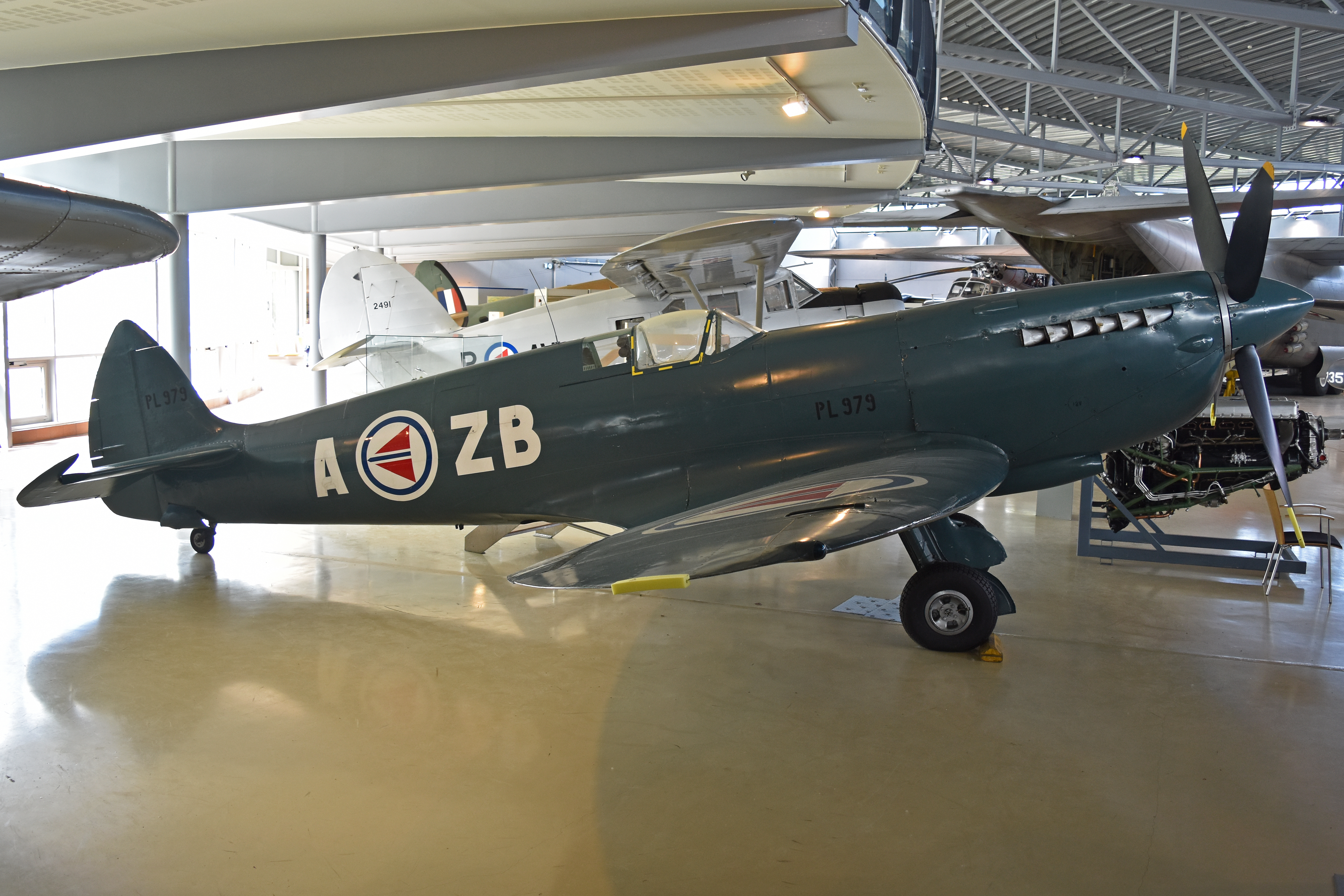
Supermarine Spitfire PR.XI
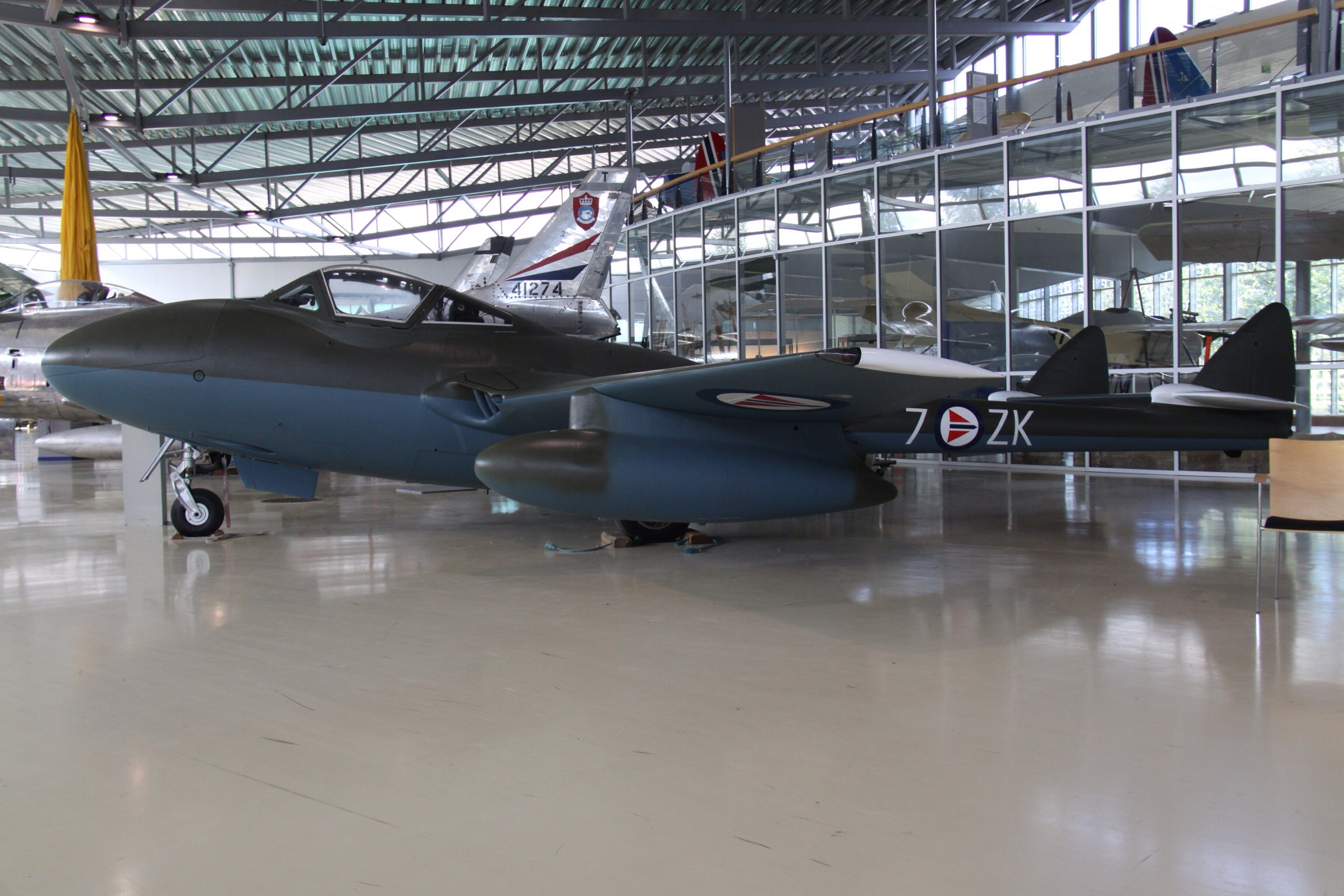
DH115 Vampire - Force aérienne royale norvégienne
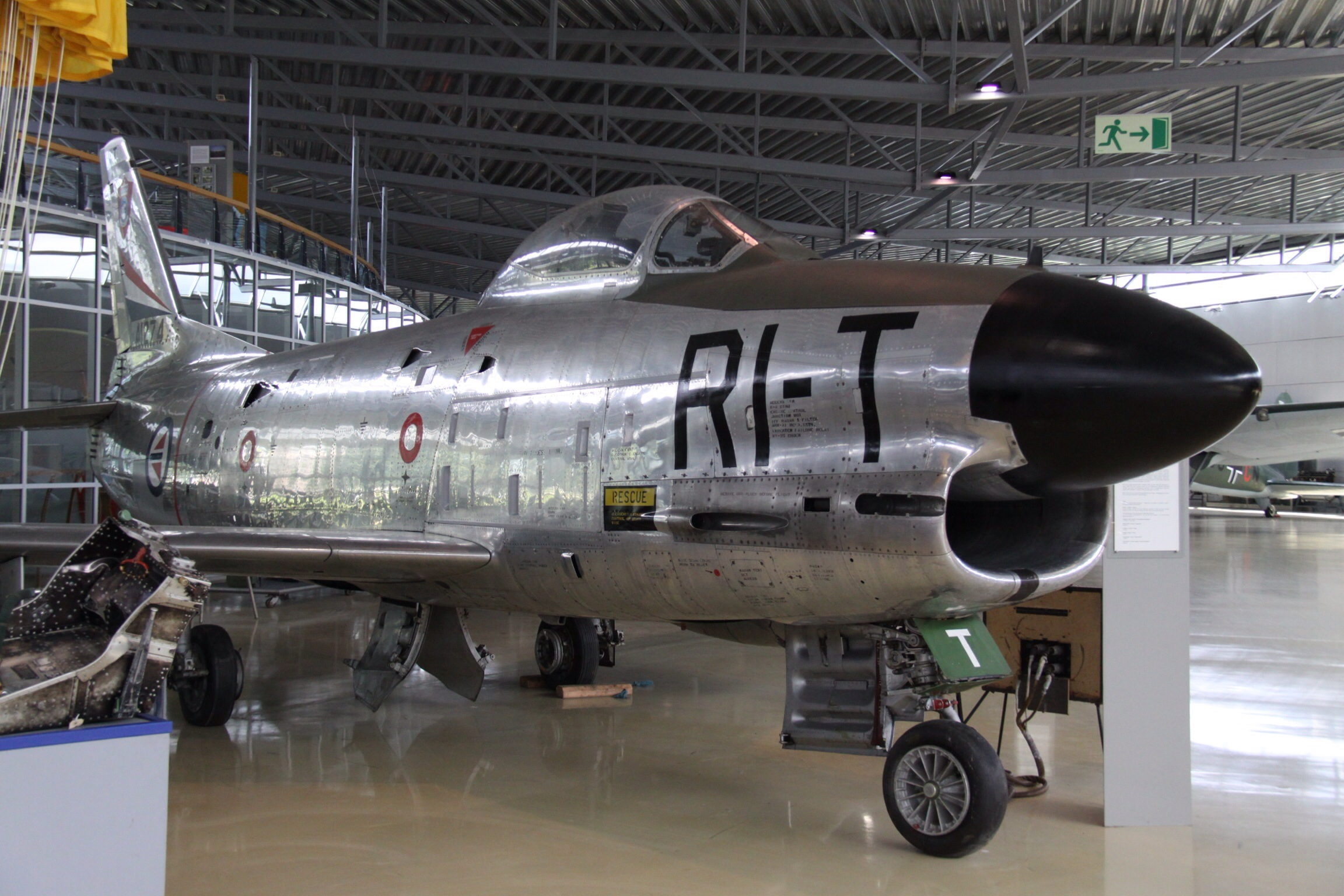
North American F-86K Sabre - Force aérienne royale norvégienne
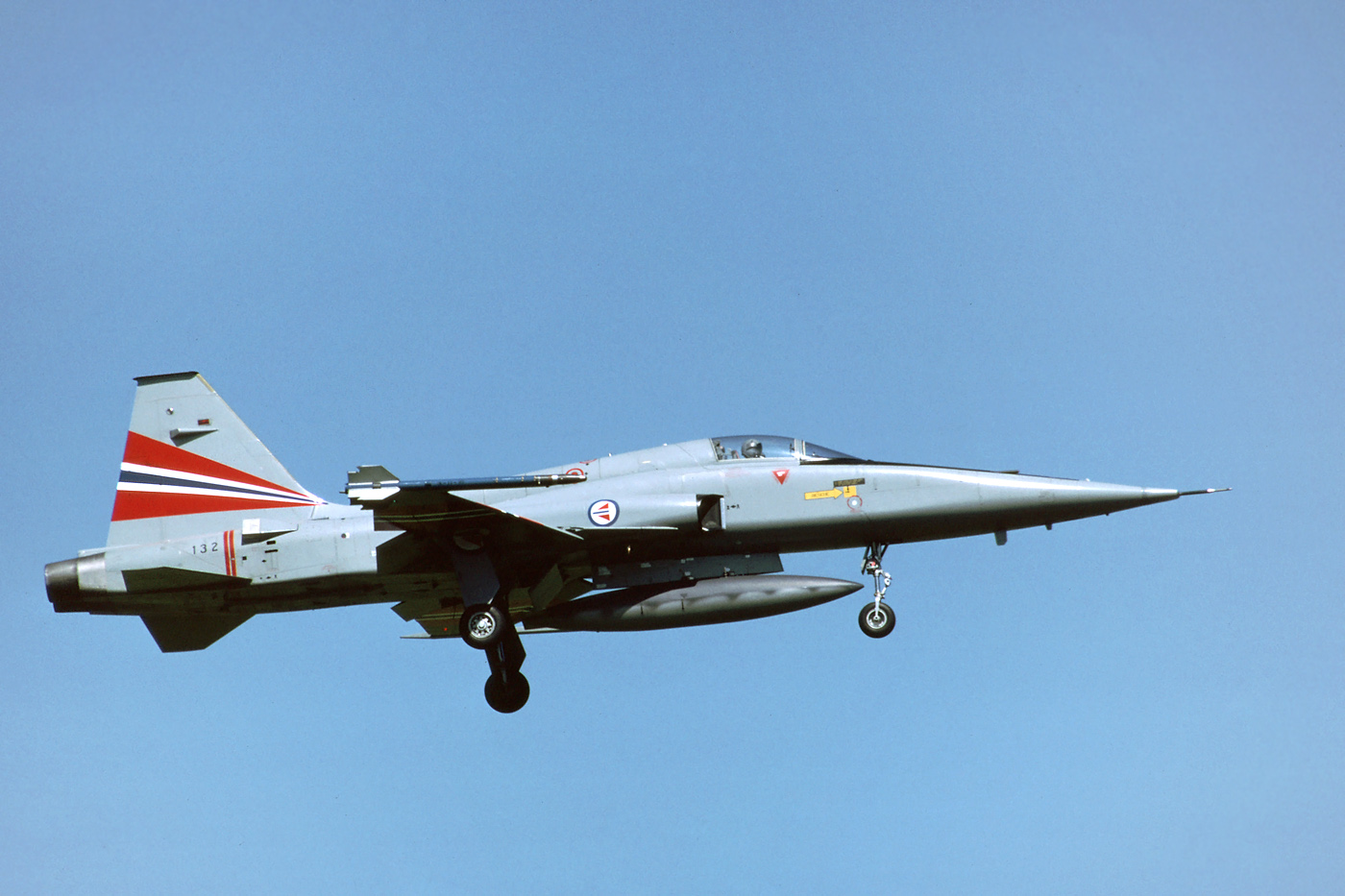
F-5A - Force aérienne royale norvégienne
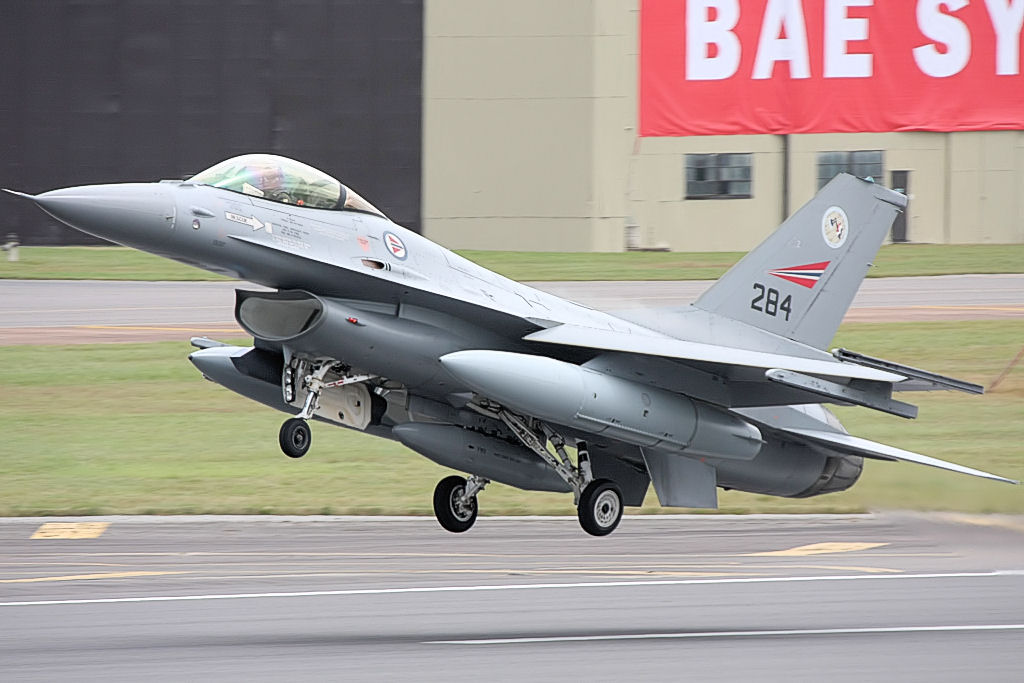
F16A - Force aérienne royale norvégienne
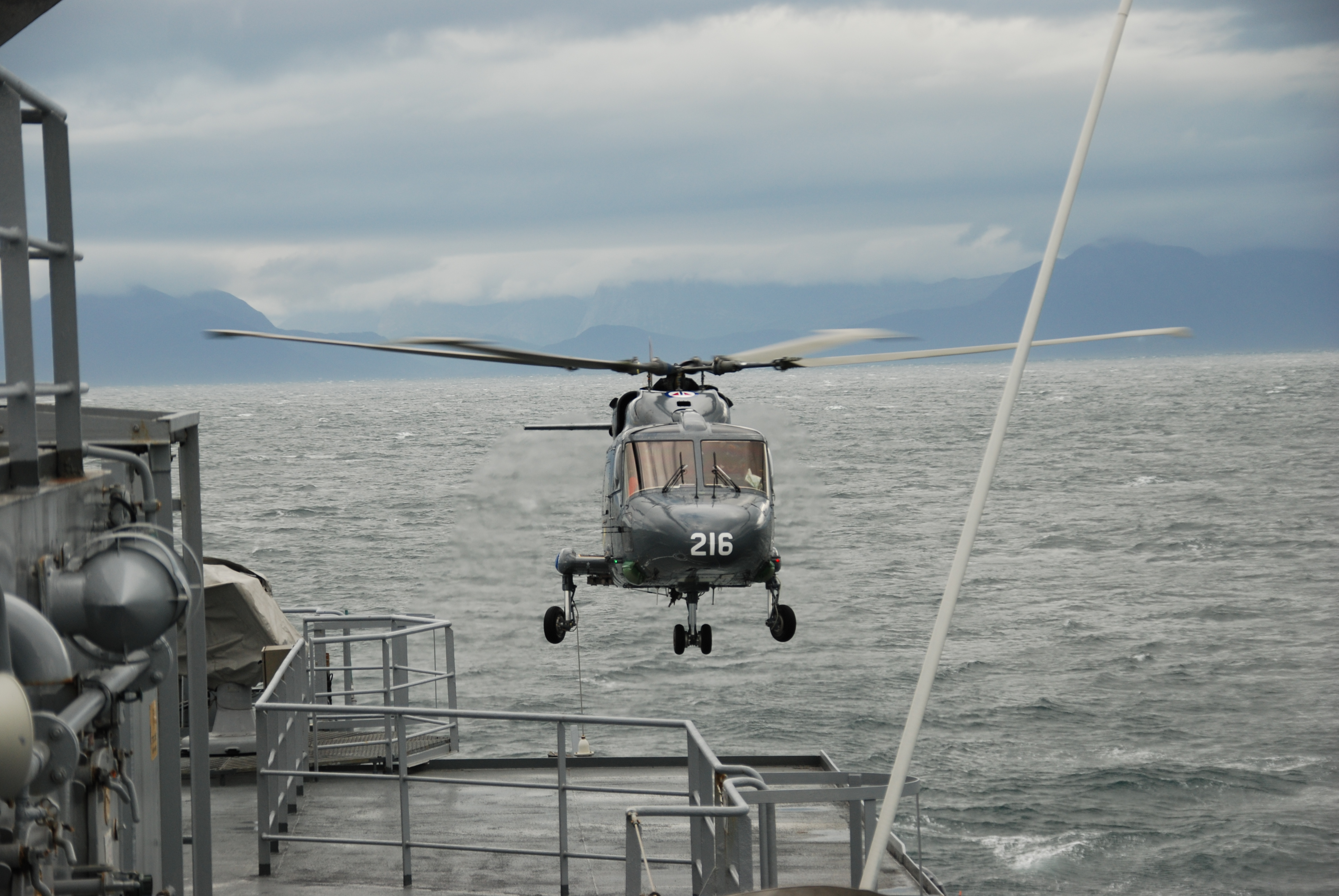
NCGV Westland Lynx
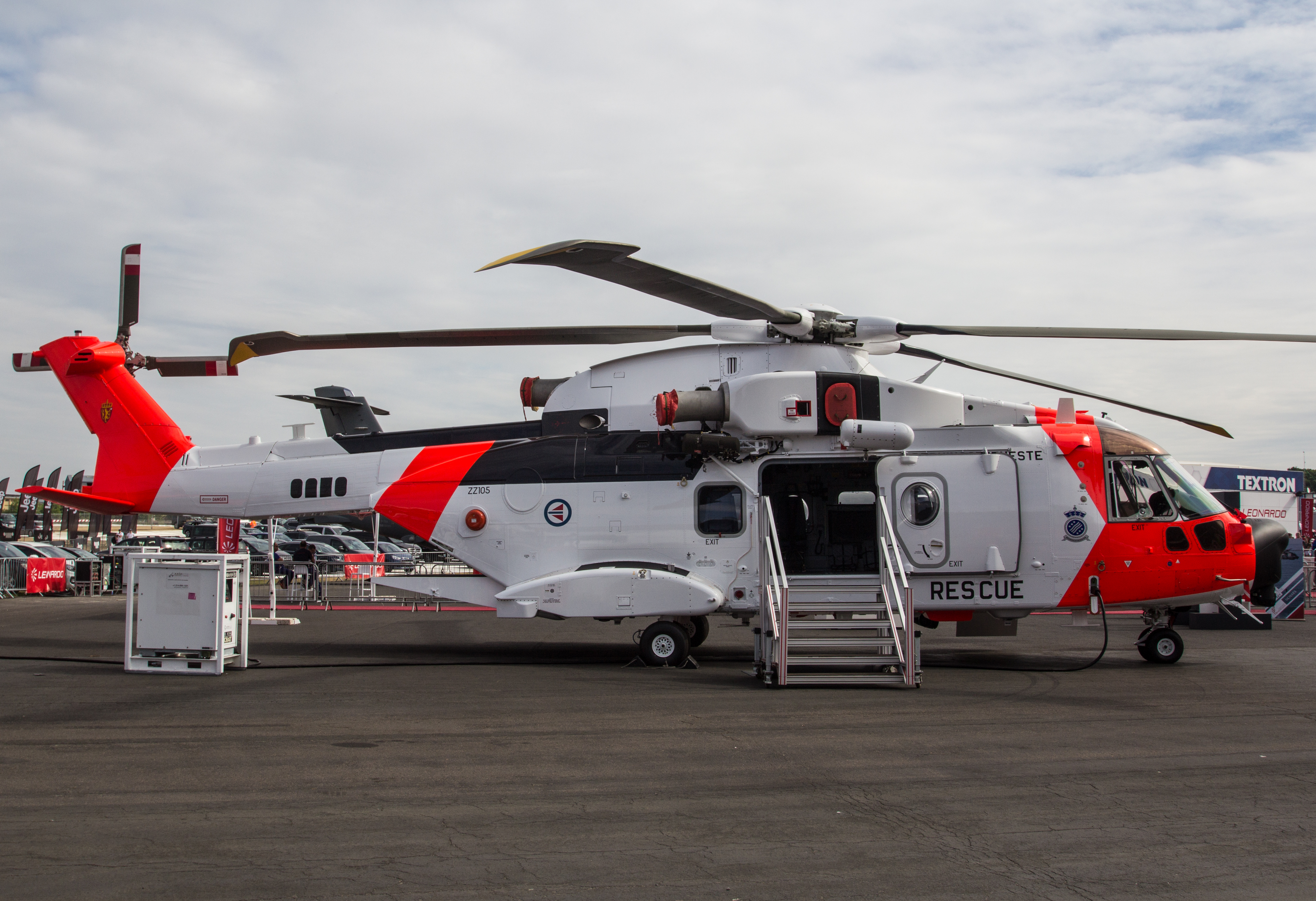
AgustaWestland EH101 Merlin - Force aérienne royale norvégienne
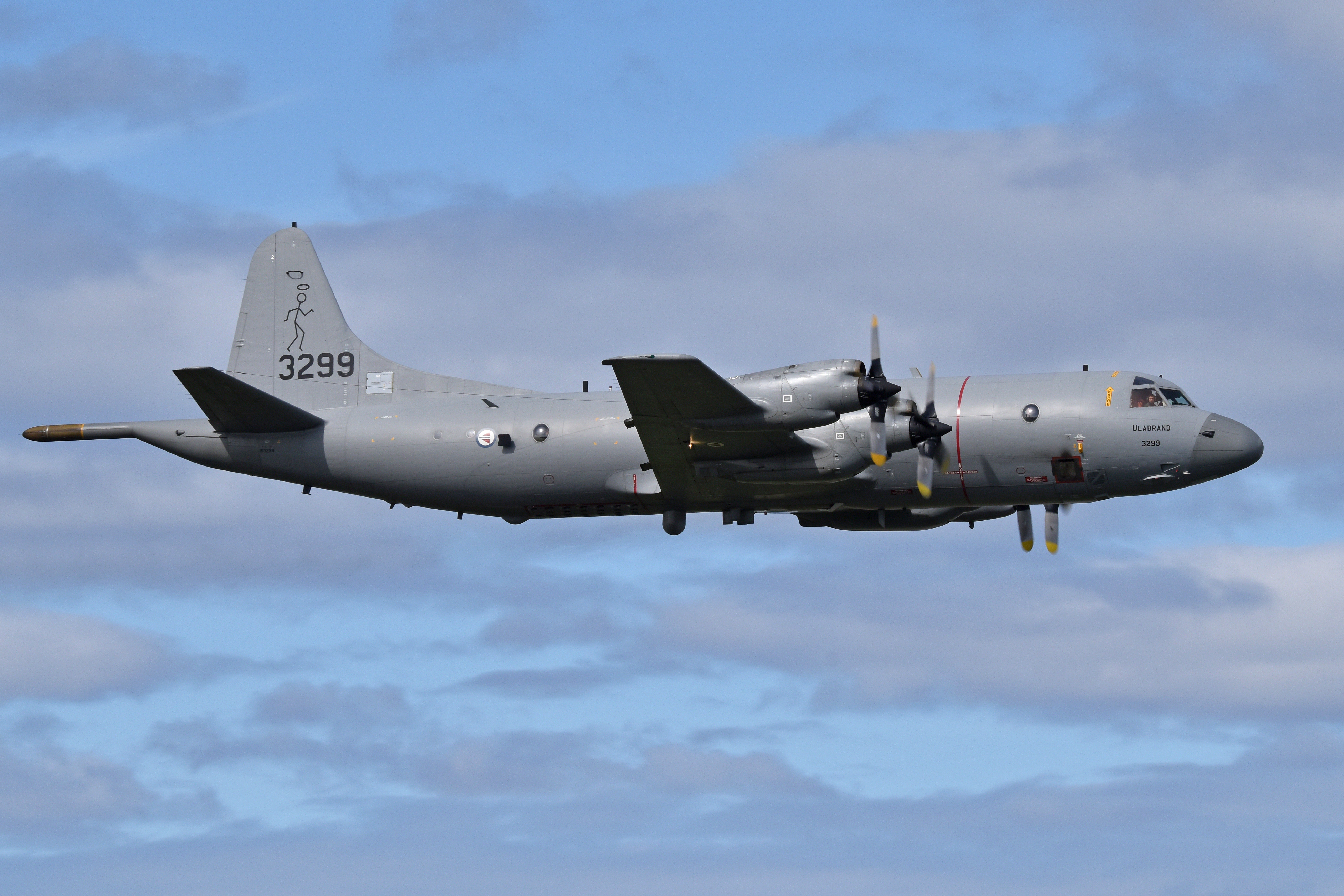
Lockheed P-3C Update III Orion - Force aérienne royale norvégienne
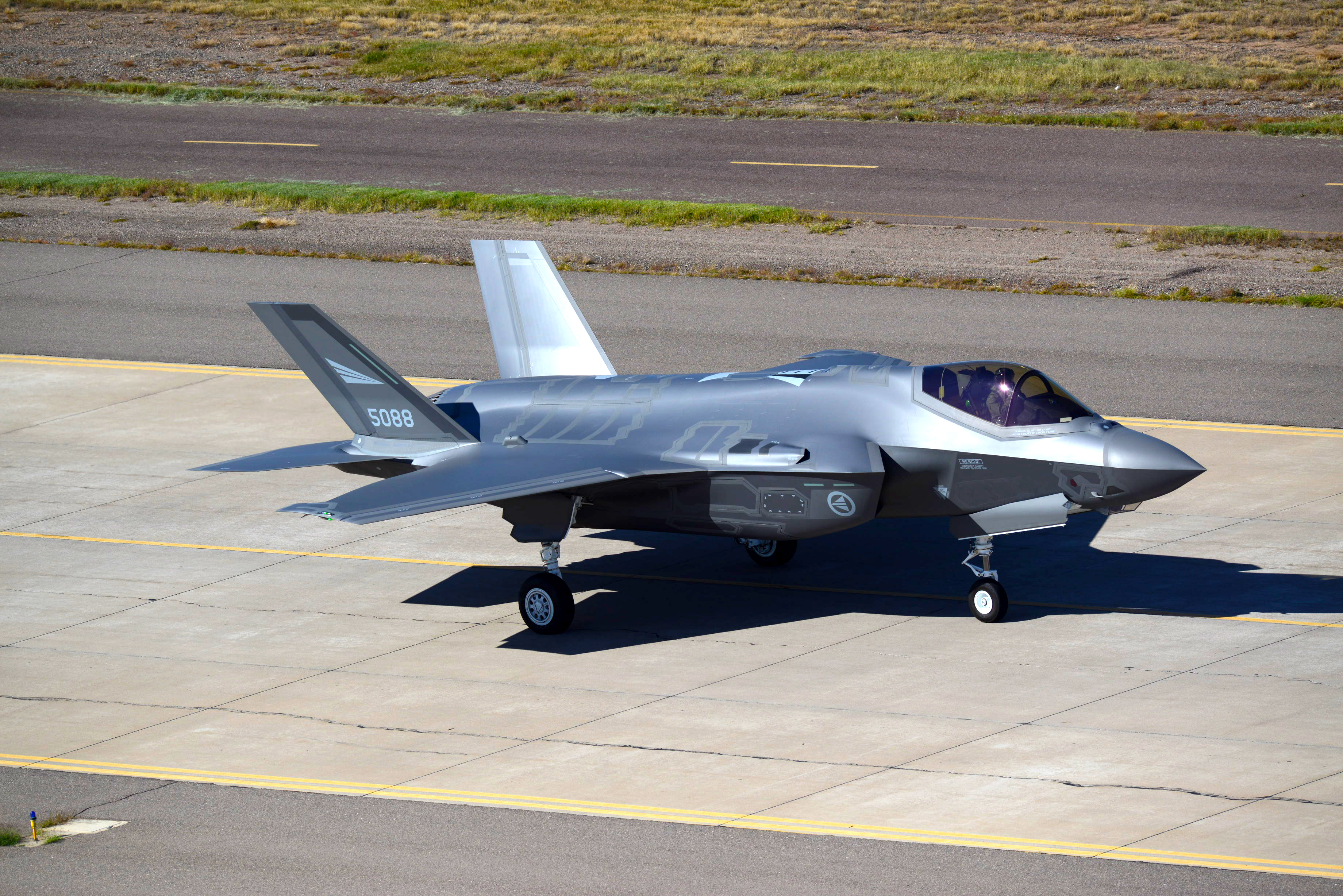
F-35A Lightning II
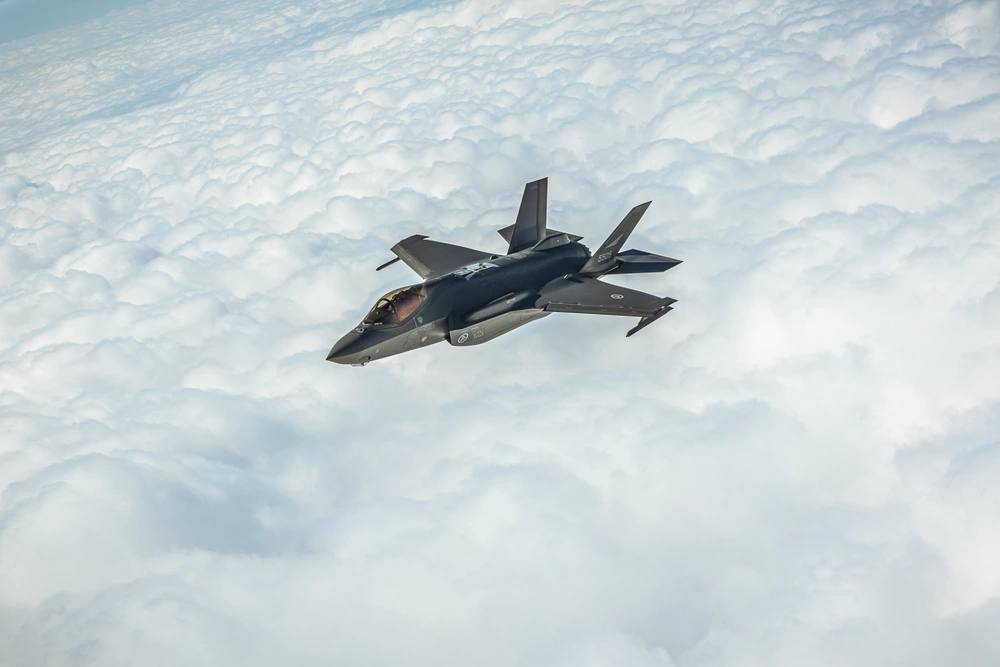
de la Force aérienne royale norvégienne lors de ACE23.

## Budgets et effectifs
L'armée norvégienne est actuellement composée de 16 500 personnes auxquelles s'ajoutent 9 000 conscrits (10 151 en 2008). En juin 2013, le parlement norvégien vote l'extension du service militaire obligatoire aux femmes en temps de paix, premier pays d'Europe à adopter cette mesure.
Voici l'évolution des effectifs des forces armées norvégiennes entre 1990 et 2011 :
- 51 000 personnes en 1990 ;
- 38 000 personnes en 1995 ;
- 32 000 personnes en 2000 ;
- 18 000 personnes en 2005 ;
- 18 000 personnes en 2006 ;
- 19 000 personnes en 2007 ;
- 19 000 personnes en 2008 ;
- 18 000 personnes en 2009 ;
- 19 000 personnes en 2010 ;
- 21 000 personnes en 2011.

- 24 500 personnels d'active et 45 250 réservistes, en 2024

### Budget
L'évolution du budget de la défense norvégienne en milliards de dollars selon les données de la Banque mondiale est la suivante,,:
| Année | Budget de la défense | % du PNB | % dépenses publiques |
| ----- | -------------------- | -------- | -------------------- |
| 1989  | $ 2 932 580 201      | 2,91     | 5,95                 |
| 1990  | $ 3 394 869 435      | 2,89     | 5,79                 |
| 1991  | $ 3 287 551 636      | 2,75     | 5,40                 |
| 1992  | $ 3 803 684 930      | 2,96     | 5,67                 |
| 1993  | $ 3 175 583 193      | 2,69     | 5,24                 |
| 1994  | $ 3 403 291 213      | 2,73     | 5,42                 |
| 1995  | $ 3 508 040 839      | 2,31     | 4,68                 |
| 1996  | $ 3 537 003 416      | 2,16     | 4,60                 |
| 1997  | $ 3 253 032 488      | 2,02     | 4,43                 |
| 1998  | $ 3 324 939 365      | 2,16     | 4,51                 |
| 1999  | $ 3 309 198 286      | 2,04     | 4,39                 |
| 2000  | $ 2 922 343 510      | 1,71     | 4,12                 |
| 2001  | $ 2 965 973 987      | 1,70     | 3,94                 |
| 2002  | $ 4 065 868 548      | 2,08     | 4,50                 |
| 2003  | $ 4 517 514 992      | 1,97     | 4,13                 |
| 2004  | $ 4 887 380 337      | 1,85     | 4,12                 |
| 2005  | $ 4 884 904 928      | 1,58     | 3,77                 |
| 2006  | $ 5 011 748 967      | 1,45     | 3,57                 |
| 2007  | $ 5 875 288 100      | 1,47     | 3,56                 |
| 2008  | $ 6 370 921 986      | 1,38     | 3,45                 |
| 2009  | $ 6 195 603 602      | 1,60     | 3,50                 |
| 2010  | $ 6 498 659 038      | 1,52     | 3,39                 |
| 2011  | $ 7 232 260 585      | 1,45     | 3,33                 |
| 2012  | $ 7 143 962 183      | 1,40     | 3,29                 |
| 2013  | $ 7 391 829 787      | 1,41     | 3,23                 |
| 2014  | $ 7 336 785 328      | 1,47     | 3,23                 |
| 2015  | $ 5 815 228 175      | 1,51     | 3,11                 |
| 2016  | $ 5 997 385 048      | 1,63     | 3,21                 |
| 2017  | $ 6 853 260 033      | 1,72     | 3,46                 |
| 2018  | $ 7 541 055 169      | 1,73     | 3,59                 |
| 2019  | $ 7 542 135 790      | 1,86     | 3,68                 |
| 2020  | $ 7 269 880 030      | 2,01     | 3,52                 |
| 2021  | $ 8 251 716 513      | 1,84     | 3,62                 |

## Prévision pour l'avenir
Depuis l'annexion de la Crimée par la Russie et les tensions croissantes dans la région, la Norvège augmente depuis plusieurs années de suite son budget militaire. Pour l'année 2017, une croissance de 7 % a été apporté et le pays prévoit d'augmenter celui-ci ainsi que ses effectifs dans les années futures. En outre, des discussions sont en cours pour le remplacement des chars Léopard 2Aa qui deviennent vieillissants. L'avenir des sous-marins type 212 est également en cours de réflexion. En novembre 2017, le pays a choisi d'acquérir quatre batteries de missiles Patriot soit un équivalent de 200 missiles intercepteurs auprès des États-Unis.